# Urawa (Saitama)
Urawa bývalo hlavní město prefektury Saitama, než bylo sloučeno s městy Ómija a a Jono v roce 2001, aby dalo vzniknout  stejnojmennému městu. Turističtí průvodci z tehdejší doby uvádějí i pro něj obdobné charakteristiky tj. satelitní město Tokia, odkud se dojíždí primárně do Tokia za prací.
Vlakovým spojením z tokijského nádraží Šindžuku byla linka Sainkjó-sen.